# Magnolia proctoriana
Magnolia proctoriana este o specie de plante din genul Magnolia, familia Magnoliaceae, descrisă de Alfred Rehder. Conform Catalogue of Life specia Magnolia proctoriana nu are subspecii cunoscute.